# Copa Chile 1996
Copa Chile 1996 var 1996 års säsong av Copa Chile och hette officiellt Copa Chile Eduardo Simián. Copa Chile 1996 bestod av 32 lag från den högsta och näst högsta divisionen som delades in i åtta grupper om fyra lag. Vinnaren av varje grupp gick vidare till kvartsfinal. I gruppspelet så blandades inte lagen från den högsta och näst högsta divisionen utan dessa kunde mötas först i kvartsfinalerna, så grupp 1 till 4 bestod av lag från den högsta divisionen och grupp 5 till 8 av lag från den näst högsta. Till slut stod Colo-Colo som vinnare efter seger mot Rangers i finalen.

## Gruppspel

### Grupp 1
| Nr | Lag                  | S | V | O | F | GM | IM | MS | P  |
| -- | -------------------- | - | - | - | - | -- | -- | -- | -- |
| 1  | Deportes Antofagasta | 6 | 3 | 2 | 1 | 11 | 7  | +4 | 11 |
| 2  | Cobreloa             | 6 | 2 | 4 | 0 | 12 | 6  | +6 | 10 |
| 3  | Regional Atacma      | 6 | 1 | 3 | 2 | 8  | 10 | −2 | 6  |
| 4  | Coquimbo Unido       | 6 | 0 | 3 | 3 | 5  | 13 | −8 | 3  |

### Grupp 2
| Nr | Lag                | S | V | O | F | GM | IM | MS  | P  |
| -- | ------------------ | - | - | - | - | -- | -- | --- | -- |
| 1  | Colo-Colo          | 6 | 6 | 0 | 0 | 17 | 2  | +15 | 18 |
| 2  | Palestino          | 6 | 2 | 2 | 2 | 10 | 7  | +3  | 8  |
| 3  | Santiago Wanderers | 6 | 1 | 3 | 2 | 9  | 15 | −6  | 6  |
| 4  | Unión Española     | 6 | 0 | 1 | 5 | 5  | 17 | −12 | 1  |

### Grupp 3
| Nr | Lag                  | S | V | O | F | GM | IM | MS  | P  |
| -- | -------------------- | - | - | - | - | -- | -- | --- | -- |
| 1  | Universidad Católica | 6 | 5 | 1 | 0 | 16 | 6  | +10 | 16 |
| 2  | Huachipato           | 6 | 2 | 1 | 3 | 9  | 11 | −2  | 7  |
| 3  | Deportes Concepción  | 6 | 2 | 0 | 4 | 9  | 15 | −6  | 6  |
| 4  | O'Higgins            | 6 | 1 | 2 | 3 | 6  | 8  | −2  | 5  |

### Grupp 4
| Nr | Lag                  | S | V | O | F | GM | IM | MS | P  |
| -- | -------------------- | - | - | - | - | -- | -- | -- | -- |
| 1  | Universidad de Chile | 6 | 5 | 0 | 1 | 11 | 3  | +8 | 15 |
| 2  | Deportes Temuco      | 6 | 3 | 1 | 2 | 6  | 5  | +1 | 10 |
| 3  | Provincial Osorno    | 6 | 2 | 0 | 4 | 5  | 9  | −4 | 6  |
| 4  | Audax Italiano       | 6 | 1 | 1 | 4 | 7  | 12 | −5 | 4  |

### Grupp 5
| Nr | Lag              | S | V | O | F | GM | IM | MS | P  |
| -- | ---------------- | - | - | - | - | -- | -- | -- | -- |
| 1  | Deportes Iquique | 6 | 3 | 1 | 2 | 12 | 7  | +5 | 10 |
| 2  | Magallanes       | 6 | 3 | 1 | 2 | 13 | 12 | +1 | 10 |
| 3  | Cobresal         | 6 | 3 | 1 | 2 | 13 | 14 | −1 | 10 |
| 4  | Deportes Arica   | 6 | 1 | 1 | 4 | 4  | 9  | −5 | 4  |

### Grupp 6
| Nr | Lag                | S | V | O | F | GM | IM | MS  | P  |
| -- | ------------------ | - | - | - | - | -- | -- | --- | -- |
| 1  | Deportes La Serena | 6 | 4 | 1 | 1 | 12 | 6  | +6  | 13 |
| 2  | Everton            | 6 | 3 | 1 | 2 | 9  | 5  | +4  | 10 |
| 3  | Deportes Ovalle    | 6 | 2 | 2 | 2 | 5  | 5  | 0   | 8  |
| 4  | Unión San Felipe   | 6 | 1 | 0 | 5 | 6  | 16 | −10 | 3  |

### Grupp 7
| Nr | Lag                | S | V | O | F | GM | IM | MS  | P  |
| -- | ------------------ | - | - | - | - | -- | -- | --- | -- |
| 1  | Rangers            | 6 | 4 | 1 | 1 | 15 | 6  | +9  | 13 |
| 2  | Deportes Melipilla | 6 | 4 | 0 | 2 | 9  | 5  | +4  | 12 |
| 3  | Colchagua          | 6 | 2 | 2 | 2 | 10 | 12 | −2  | 8  |
| 4  | Unión Santa Cruz   | 6 | 0 | 1 | 5 | 5  | 16 | −11 | 1  |

### Grupp 8
| Nr | Lag                   | S | V | O | F | GM | IM | MS | P  |
| -- | --------------------- | - | - | - | - | -- | -- | -- | -- |
| 1  | Deportes Puerto Montt | 6 | 3 | 2 | 1 | 9  | 5  | +4 | 11 |
| 2  | Ñublense              | 6 | 3 | 2 | 1 | 7  | 5  | +2 | 11 |
| 3  | Fernández Vial        | 6 | 2 | 3 | 1 | 8  | 6  | +2 | 9  |
| 4  | Deportes Linares      | 6 | 0 | 1 | 5 | 5  | 13 | −8 | 1  |